# 沅江市
沅江市（げんこう-し）は中華人民共和国湖南省益陽市に位置する県級市。沅江の河口付近に位置する。

## 行政区画
- 街道：瓊湖街道、胭脂湖街道
- 鎮：四季紅鎮、泗湖山鎮、南嘴鎮、新湾鎮、茶盤洲鎮、南大膳鎮、黄茅洲鎮、草尾鎮、陽羅洲鎮、共華鎮
- 南洞庭芦葦場、漉湖芦葦場

## 経済
イネ、綿、シラウオ、柑橘類、苧麻、芦葦が盛んに生産されている。